# دروئید

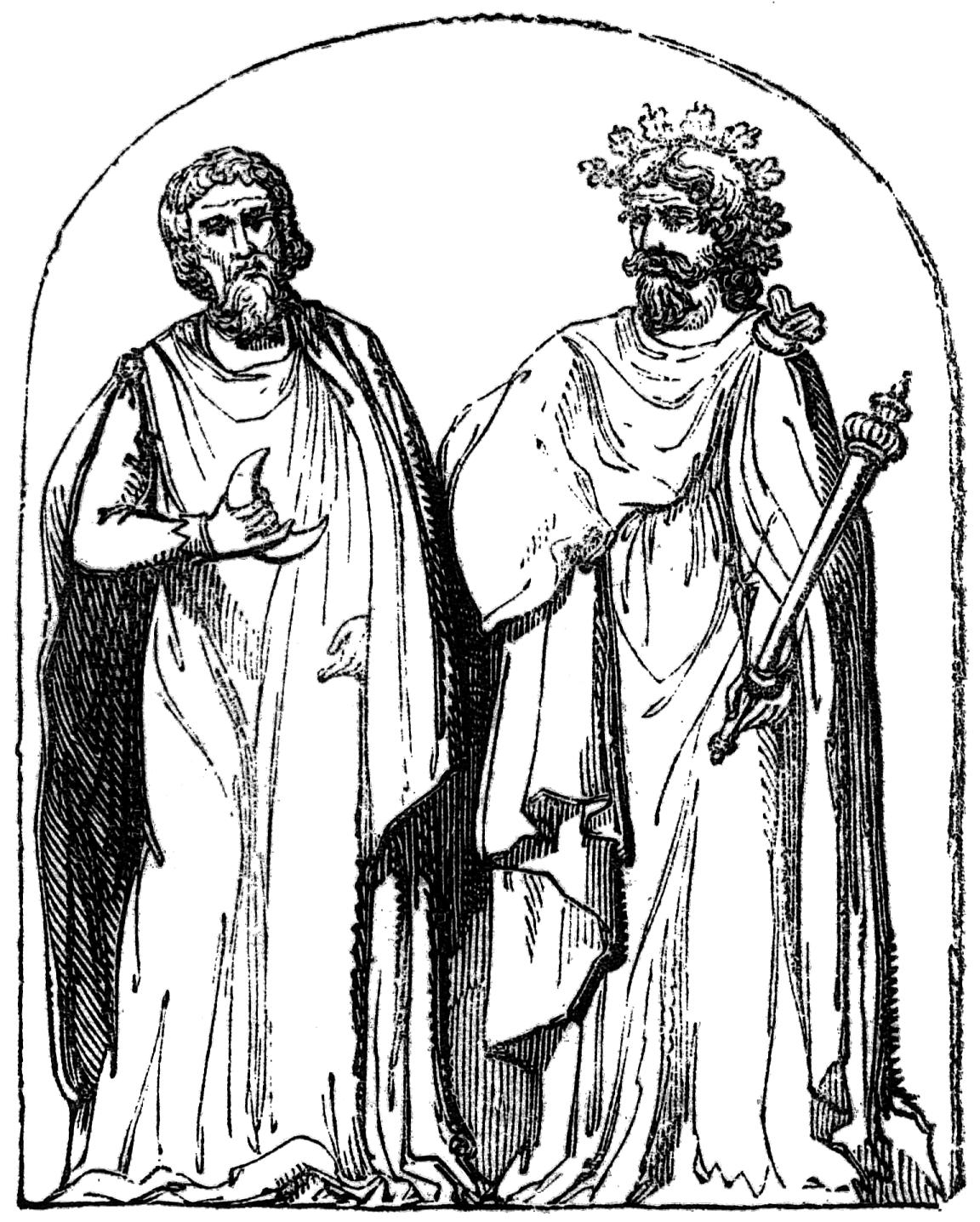
"دو دروئید"، حکاکی از قرن نوزدهم برپایه نقاشی از برنارد د مونتفاوکون در سال ۱۷۱۹.

دروئید (به انگلیسی: Druid) عضوی از طبقه تحصیل‌کرده و پیشه‌ور در میان اقوام سلت سرزمین‌های گل‌ها، بریتانیا، ایرلند و احتمالاً دیگر مناطق در دوران عصر آهن بوده‌است. سخنوران، شاعران، پزشکان و پیشه‌وران دیگر مشاغل آموختنی در طبقهٔ دروئید گنجانده می‌شده‌اند، اگر چه سرشناس‌ترین دروئیدها رهبران مذهبی بوده‌اند.
بنا به یادداشت فردریک هابرمن تاریخ‌نگار اهل کانادا، در کتابِ «رد پای اجداد ما»، «دروئیدها پیراهن سفید می‌پوشیدند و شاعران و نقالان دروئید لباس آبی. دروئید اعظم پیش سینه ای طلایی مزین به دوازده جواهر می‌پوشید… نمونه این پیش سینه همراه با یک اسکلت در یکی از مقابر استون هنج کشف شده‌است.»